# Walter Bruno Siegfried
Walter Bruno Siegfried (* 11. Dezember 1931 in Zürich; † 31. März 2008 ebenda) war ein Schweizer Maler, Zeichner und Lithograph. Sein künstlerisches Werk ist der lyrischen Landschaftsabstraktion zuzuordnen.

## Biographie
Walter (Bruno) Siegfried wurde 1931 in eine Zürcher Familie hineingeboren. Seine Freizeit verbrachte er so oft wie möglich auf seinem kleinen Segelboot, fasziniert vom Spiel des Lichtes und des Wassers. Diese Lichtreflexionen bewegten ihn tief und sollten prägend für sein künstlerisches Schaffen sein. Von 1950 bis 1955 besuchte er als Schüler von Otto Morach die Klasse für angewandte Malerei und freies Kunstgewerbe an der Kunstgewerbeschule Zürich, der heutigen Zürcher Hochschule der Künste. 1955 machte er sein Diplom für angewandte Kunst und Malerei und bekam den Leistungspreis der Stadt Zürich zugesprochen. Es folgten verschiedene Weiterbildungen und Studienreisen nach Frankreich, Italien, Deutschland, England sowie Spanien, zusammen mit seiner Frau Liselotte, welche er noch während seiner Studienzeit im Jahre 1953 kennen gelernt hatte.
Ab 1960 arbeitete er als freischaffender Künstler in Zürich. Er bezog ein grosszügiges Atelier und eine herrschaftliche Wohnung an der Wiedingstrasse 38 in Zürich und widmete sich fortan nur noch seiner Malerei. 1962 erfolgte der Umzug in ein neues Atelier an der Sempacherstrasse 14. 1965 fiel Siegfried in eine erste grosse Erschöpfung und in eine Depression, er konnte nur mit Mühe von einem Suizid abgehalten werden. Es folgte ein langer Klinikaufenthalt.

1966 wurde ihm der Conrad-Ferdinand-Meyer-Preis verliehen und ob der Freude über diese Auszeichnung fing er wieder an zu malen. Fred Licht von der Fondation Peggy Guggenheim beschrieb Siegfrieds Werk wie folgt:
It is the merit of Siegfrieds art that he can give persuasive expression to the Beauty of those rare Moments at which forms are Born and take on a character and a life of their own, while at the same time he espresses the drama of these forms subsiding again into the immense and unshaped chaos which represents yet another kind of majesty.
In den kommenden Jahren verliess Siegfried sein Haus immer weniger, sein Atelier wurde zu seinem Zufluchtsort. Geplagt von Ängsten arbeitete er Tag und Nacht. Im Februar 2008 schrieb Siegfried sein letztes Bild an und grundierte und bespannte noch zwei Leinwände. Er starb am 31. März nach kurzer, schwerer Krankheit im Spital Zollikerberg. Sein Grab befindet sich auf dem Friedhof Rehalp.

## Ausstellungen (Auswahl)
- 1961: Zürcher Künstler im Helmhaus, Zürich
- 1962: Schweizer Maler und Bildhauer, Kunsthalle Bern[2]
- 1966: Zürcher Künstler, Kunsthalle Basel[3]
- 1967: Zürcher Künstler, Aargauer Kunsthaus[4]
- 1971: Farbe als sinnliche Erfahrung, Zürcher Kunstgesellschaft, Kunsthaus Zürich
- 1971: Mitglieder zeigen ihr meistdiskutiertes Kunstwerk aus eigenem Besitz, Vereinigung Zürcher Kunstfreunde, Kunsthaus Zürich
- 1977: Zürcher Kunstszene
- 1977: Art Basel[5]
- 1978: Art Basel
- 1979: Galerie Maeght, Zürich
- 1996: Walter Siegfried – Bilder und Gouachen, Kunsthaus Zürich[6]

## Auszeichnungen
- 1957:  Leistungspreis der Stadt Zürich beim Diplomabschluss
- 1961:  Bundesstipendium der Malerei
- 1962: Studienbeitrag der Stadt Zürich
- 1963: Stipendium des Kantons Zürich
- 1963: Stipendium des Kiefer-Hablitzel-Stipendiumwettbewerbes
- 1964: Preis der Streicher-Stiftung
- 1966: Conrad Ferdinand Meyer-Preis
- 1971: Preis für Handzeichnung der Stiftung für die graphische Kunst in der Schweiz, Sitz ETH Zürich